# Maksimilijan Gergolet
Maksimilijan Gergolet (tudi Maks Gergolet), italijanski bančnik slovenskega rodu, * 23. februar 1941, Doberdob.

## Življenje in delo
Rodil se je v družini kmeta Jožefa in kmetice Melanije Gergolet rojene Frandolič. Osnovno šolo je obiskoval v rojstnem kraju, slovensko gimnazijo pa v Gorici, kjer je 1960 tudi maturiral. Nato je študiral na ekonomski fakulteti tržaške Univerze ter 1969 diplomiral. V letih 1972−1979 je bil funkcionar urada za načrtovanje, javna dela in knjigovodstvo deželne uprave Furlanije - Julijske krajine. Leta 1979 je postal ravnatelj doberdobske Kmečko obrtne hranilnice, pri razvoju katere ima velike zasluge. Leta 1980, 1985 in 1990 je bil na listi SSk izvoljen v občinski svet občine Doberdob. Več let je bil tudi aktiven športnik. Igral je košarko za tržaško ekipo Bor, nogomet za domači klub iz Doberdoba in odbojko za goriško ekipo Audax, ter bil v letih 1979−1980 organizator in trener ženske odbojkarske ekipe Hrast iz Doberdoba.